# Jan Lubański
Jan Lubański (ur. 6 maja 1949) – były polski piłkarz, grający na pozycji obrońcy.
Wychowanek Łódzkiego Klubu Sportowego, w barwach którego rozegrał ponad 100 meczów w ekstraklasie. Był wychowankiem Łodzianki Łódź. Do 18 roku życia był zawodnikiem MKS Hala Łódź. Został następnie zawodnikiem ŁKS Łódź. W czerwcu 1967 roku zagrał w meczu reprezentacji U-19 przeciwko reprezentacji ZSRR. 22 sierpnia 1971 roku zadebiutował w pierwszej drużynie ŁKS-u z bezbramkowym spotkaniu przeciwko Polonii Bytom. W polskiej lidze rozegrał 158 meczów w których strzelił 3 gole. Obecnie mieszka w Mississaudze w aglomeracji Toronto.